# 야시카 230-AF
야시카 230 AF(Yashica 230 AF)는 일본 교세라가 1987년에 출시한 35mm SLR 카메라다. 이 카메라는 3가지의 자동 포커스 모드를 가진다. 싱글-샷, 연속, 트랩-포커스(셔터가 물체가 포커스로 들어올 때 터진다). 카메라는 자동 필름 전진(연속모드에서 초당 1.8 프레임)과 되감기 기능이 있다. 판넬 위와 뷰 파인더 아래에 있는 LCD들은 슛팅 파라메타를 나타낸다. 노출모드는 프로그램된 자동노출, 조리개 또는 셔터-우선, 수동 모드가 있다. 내장 플래시는 없지만, 교세라는 CS-110AF 플래시 유닛을 제공한다. 플래시는 카메라의 리듐 2CR5 배터리를 사용한다.